# Lyngsalpan
Lyngsalpan (eller Lyngsfjellan) är ett fjällområde i kommunerna Balsfjord, Lyngen, Storfjord och Tromsø, alla i Troms fylke i norra Norge. Området ligger mellan fjordarna Ullsfjorden och Lyngen och är fredat som Lyngsalpan landskapsskyddsområde.
Området har många toppar och ett antal glaciärer. Här ligger bland annat fjället, Jiehkkevárri (1834 m ö.h.). Högsta toppen på den norra delen av Lyngsalpene är Store Lenangstinden (1625 m ö.h.). Lyngsalpene används mycket av fjällklättrare,skidturister och har mycket fisketurism och norrskensturism. 